# Санта-Круш-ду-Лима
Санта-Круш-ду-Лима (порт. Santa Cruz do Lima) — район (фрегезия) в Португалии, входит в округ Виана-ду-Каштелу. Является составной частью муниципалитета  Понте-де-Лима. По старому административному делению входил в провинцию Минью. Входит в экономико-статистический  субрегион Минью-Лима, который входит в Северный регион. Население составляет 532 человека на 2001 год. Занимает площадь 2,51 км².